# SERPINE2
SERPINE2 (англ. Serpin family E member 2) – білок, який кодується однойменним геном, розташованим у людей на короткому плечі 2-ї хромосоми. Довжина поліпептидного ланцюга білка становить 398 амінокислот, а молекулярна маса — 44 002.
| 10         |  | 20         |  | 30         |  | 40         |  | 50         |
| ---------- |  | ---------- |  | ---------- |  | ---------- |  | ---------- |
| MNWHLPLFLL |  | ASVTLPSICS |  | HFNPLSLEEL |  | GSNTGIQVFN |  | QIVKSRPHDN |
| IVISPHGIAS |  | VLGMLQLGAD |  | GRTKKQLAMV |  | MRYGVNGVGK |  | ILKKINKAIV |
| SKKNKDIVTV |  | ANAVFVKNAS |  | EIEVPFVTRN |  | KDVFQCEVRN |  | VNFEDPASAC |
| DSINAWVKNE |  | TRDMIDNLLS |  | PDLIDGVLTR |  | LVLVNAVYFK |  | GLWKSRFQPE |
| NTKKRTFVAA |  | DGKSYQVPML |  | AQLSVFRCGS |  | TSAPNDLWYN |  | FIELPYHGES |
| ISMLIALPTE |  | SSTPLSAIIP |  | HISTKTIDSW |  | MSIMVPKRVQ |  | VILPKFTAVA |
| QTDLKEPLKV |  | LGITDMFDSS |  | KANFAKITTG |  | SENLHVSHIL |  | QKAKIEVSED |
| GTKASAATTA |  | ILIARSSPPW |  | FIVDRPFLFF |  | IRHNPTGAVL |  | FMGQINKP   |

A: Аланін

C: Цистеїн

D: Аспарагінова кислота

E: Глутамінова кислота

F: Фенілаланін

G: Гліцин

H: Гістидин

I: Ізолейцин

K: Лізин

L: Лейцин

M: Метіонін

N: Аспарагін

P: Пролін

Q: Глутамін

R: Аргінін

S: Серин

T: Треонін

V: Валін

W: Триптофан

Кодований геном білок за функціями належить до інгібіторів протеаз, інгібіторів серинових протеаз, білків розвитку. 
Задіяний у таких біологічних процесах як диференціація, нейрогенез, поліморфізм, альтернативний сплайсинг. 
Білок має сайт для зв'язування з молекулою гепарину. 
Секретований назовні.